# Университет Париж-юг
Университет Париж-юг 11 (фр. Université Paris-Sud) — французский государственный университет, специализирующийся в точных науках. Университет Париж-юг — один из лучших университетов Франции, в 2008 году в ежегодном академическом рейтинге университетов мира занял 49-е место, уступая только Университету Пьера и Мари Кюри. В 2010 году университет занял 45 место в академическом рейтинге университетов мира. С 1 января 2020 года включен в состав Университета Париж-Сакле.

## История
История университета началась в 1940 году, когда Ирен Жолио-Кюри и Фредерик Жолио предложили Парижскому университету перенести часть факультета наук в пригород. Окончательное решение было принято в 1954 году. В 1956 году открыт Институт ядерной физики в Орсе (фр.), первым ректором которого стал Фредерик Жолио. Учитывая возрастающее критическое положение Сорбонны, часть факультета наук переместили в Институт ядерной физики. После майских событий 1968 года институт получил статус университета.

## Структура
В университете 5 факультетов; Институт электрики, промышленной информатики, механики и автоматизации; Институт информатики и измерений в физике, химии; Институт менеджмента и коммерции и Инженерная школа. Так же в университете расположено 111 исследовательских лабораторий, задействовано 2 200 профессоров-исследователей.

### Факультеты
- Факультет экономики, права и менеджмента
- Факультет медицины
- Факультет фармацевтики
- Факультет наук
- Факультет физкультуры и спорта

## Знаменитые профессора, исследователи и выпускники
- Альбер Фер — французский физик, лауреат Нобелевской премии по физике в 2007 году
- Пьер Жиль де Жен — французский физик, лауреат Нобелевской премии по физике в 1991 году
- Венделин Вернер — французский математик немецкого происхождения, лауреат Филдсовской премии 2006 года
- Лоран Лаффорг — французский математик, лауреат Филдсовской премии 2002 года
- Жан-Кристоф Йоккоз — французский математик, лауреат Филдсовской премии 1994 года
- Больё Этьен-Эмиль — французский медик и исследователь, в 2003—2004 работал в Коллеж де Франс
- Нго Бао Тяу — вьетнамско-французский математик, лауреат Филдсовской премии 2010 года